# Ebogo (Esse)
Pour les articles homonymes, voir Ebogo.
Ebogo est une localité de la région du Centre au Cameroun, localisée dans la commune d'Esse et le département de la Méfou-et-Afamba.

## Population
En 1965, Ebogo comptait 314 habitants, principalement des Bamvele.
Lors du recensement de 2005, ce nombre s'élevait à 603.